# Alfred Schreiber (Schauspieler, 1838)
Alfred Schreiber (* 12. Oktober 1838 in Wien; † 9. September 1910 in Baden) war ein österreichischer Theaterschauspieler, Theaterleiter und Operettensänger (Tenor).

## Leben
Alfred Schreiber, Sohn eines Kaufmann, wollte sich zuerst zum Bildhauer von den Professoren Radnitzky und Bauer an der Akademie der bildenden Künste Wien ausbilden lassen. Freunde, die sein Talent für die Bühne sahen, überredeten in 1865 sich zum Bühnenschauspieler umschulen zu lassen. Er nahm Engagement in Marienbad, Klagenfurt, Raab, Pilsen, Karlsbad, Reichenberg und Baden. Am 26. September 1871 debütierte er am neueröffneten Strampfer-Theater in „Schwiegersohn des Herrn Greißler“. Dort blieb er bis zum 1. Februar 1872 und wechselte dann an das Theater an der Wien. Im Jahr 1875 übernahm der die Direktion des Stadttheaters und der Arena in Baden bei Wien. Ab 1879 führte er zudem nicht nur diese Einrichtungen, sondern auch noch das Stadttheater in Wiener Neustadt. 1886 wechselte er nach Graz und kehrte 1891 nach Baden zurück. Dort leitete er bis diese Bühne und auch gleichzeitig das Stadttheater Ödenburg. Schreiber starb 1910.